# Marco Morgenstern
Marco Morgenstern (Dohna, 6 de agosto de 1972) es un deportista alemán que compitió para la RDA en biatlón. Ganó una medalla de bronce en el Campeonato Mundial de Biatlón de 1994 y siete medallas en el Campeonato Europeo de Biatlón entre los años 1995 y 2003.

## Palmarés internacional
| Campeonato Mundial | Campeonato Mundial        | Campeonato Mundial | Campeonato Mundial |
| Año                | Lugar                     | Medalla            | Prueba             |
| ------------------ | ------------------------- | ------------------ | ------------------ |
| 1994               | Canmore (Canadá)          | Medalla de bronce  | Equipo             |
| Campeonato Europeo |                           |                    |                    |
| Año                | Lugar                     | Medalla            | Prueba             |
| 1995               | Grand-Bornand (Francia)   | Medalla de plata   | Relevos            |
| 1996               | Val Ridanna (Italia)      | Medalla de bronce  | Relevos            |
| 1997               | Windischgarsten (Austria) | Medalla de oro     | Relevos            |
| 1997               | Windischgarsten (Austria) | Medalla de bronce  | Individual         |
| 1998               | Minsk (Bielorrusia)       | Medalla de oro     | Relevos            |
| 2003               | Forni Avoltri (Italia)    | Medalla de oro     | Relevos            |
| 2003               | Forni Avoltri (Italia)    | Medalla de bronce  | Individual         |